# 名阪近鉄バス名古屋営業所
名阪近鉄バス名古屋営業所（めいはんきんてつバスなごやえいぎょうしょ）は、名古屋市中川区に所在する名阪近鉄バスの営業所。最寄りバス停は名古屋市営バス「昭明町」停留所。

## 概要
貸切バス主体で営業しており、特別支援学校のスクールバスなど特定輸送も行う。また高速バスでは名神ハイウェイバスなどの路線も担当する。
2019年2月からはグループ企業である三重交通が名古屋市交通局から新設された名古屋市営バス港明営業所を受託開始したため、名古屋市営バスの車両が給油・洗車施設のない港明営業所からそれらの施設がある当営業所の間を回送している。
2020年4月1日からは名鉄バスから路線を引き継ぎ、イオンモール熱田シャトルバスの運行も開始した。

## 現行路線

### 高速路線
高速バス路線は、定期運行の名神高速線（名神ハイウェイバス）、セントレア京都線と季節運行の名古屋伊吹山線がある。

#### 名神高速線（名神ハイウェイバス）
名阪近鉄バスの担当する便は1日14便（上り7便、下り7便）であり、発着停留所及び途中停車停留所は以下のとおりである。
- 大阪線（超特急）
  - 名古屋駅（新幹線口）– 大阪駅JRバスターミナル（新名神経由）

- 京都線（超特急、特急）
  - 名鉄バスセンター – 名古屋駅（新幹線口）– 京都駅（烏丸口）（新名神経由）
  - 名鉄バスセンター – 名古屋駅（新幹線口）– 名神多賀 – 京都駅（烏丸口）（名神経由）

#### セントレア京都線
- 中部国際空港 – 京都駅八条口（ホテル京阪前）（往復2便）
  - 2018年（平成30年）2月9日運行開始。2020年3月より運行休止中。

#### 名古屋伊吹山線
夏季期間（7月から8月）のみの季節運行であり、1日1往復の運行である。名神経由で名古屋駅と伊吹山を直通する路線である。
- 名古屋駅（新幹線口）– 伊吹山

### シャトルバス

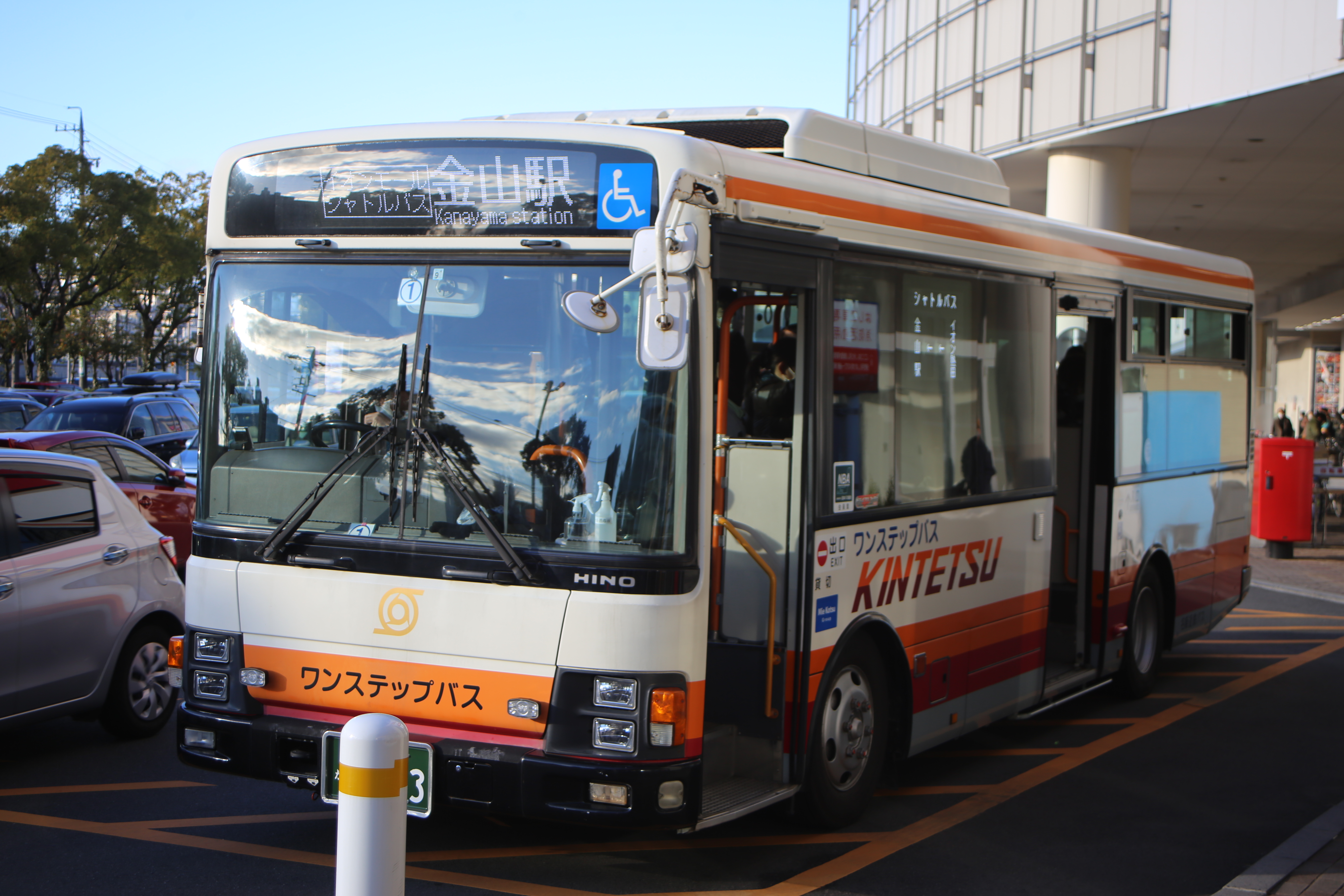
イオンモール熱田シャトルバス専用車（2022年1月）

#### イオンモール熱田シャトルバス
- 金山駅南口 – イオンモール熱田

金山駅南口とイオンモール熱田を結ぶ直行シャトルバス。運賃は無料で、平日は毎時4本、土日祝日は毎時6本程度の高頻度で運行される。2020年3月31日まで名鉄バスが運行受託していた路線で、同年4月1日から運行受託を開始している。
なおこれとは別に、JR東海道本線熱田駅とイオンモール熱田を結んで循環運行する「イオンモール熱田巡回バス (AJB) 」があるが、名阪近鉄バスは運行に関与していない。2019年7月21日から運行開始し、当初は名鉄バス知立営業所が小型バスの日野・ポンチョで運行していたが、2020年（令和2年）6月30日をもって撤退し、同年7月1日よりレスクルが運行受託している。

## 車両
在籍車両はすべて日野自動車製であり、そのほとんどが大型バスの日野・セレガで、中型バスの日野・メルファも数台のみ在籍する。
名古屋営業所には、全貸切バス営業所の車両191台のうち半数が在籍しており、その中にはハイグレード貸切車「浪漫II」、クラブツーリズム専用車「ロイヤルクルーザー 四季の華」といった豪華観光バスや、名古屋グランパスエイトの専用車も在籍する。また、高速車も全車が名古屋営業所に所属する。
車両のナンバープレートは名古屋ナンバーとなる。岐阜県・三重県に所在する他の営業所からの転属車も名古屋ナンバーで再登録される。
2020年にはイオンモール熱田シャトルバス運行開始に伴い、専用の中型ワンステップバスのレインボーIIが4台在籍するようになった。これらの中型路線車は揖斐川町コミュニティバスで使用されていたものだが、名阪近鉄バスが同コミュニティバスから撤退したため、余剰車両が揖斐営業所から転入してきたものである。

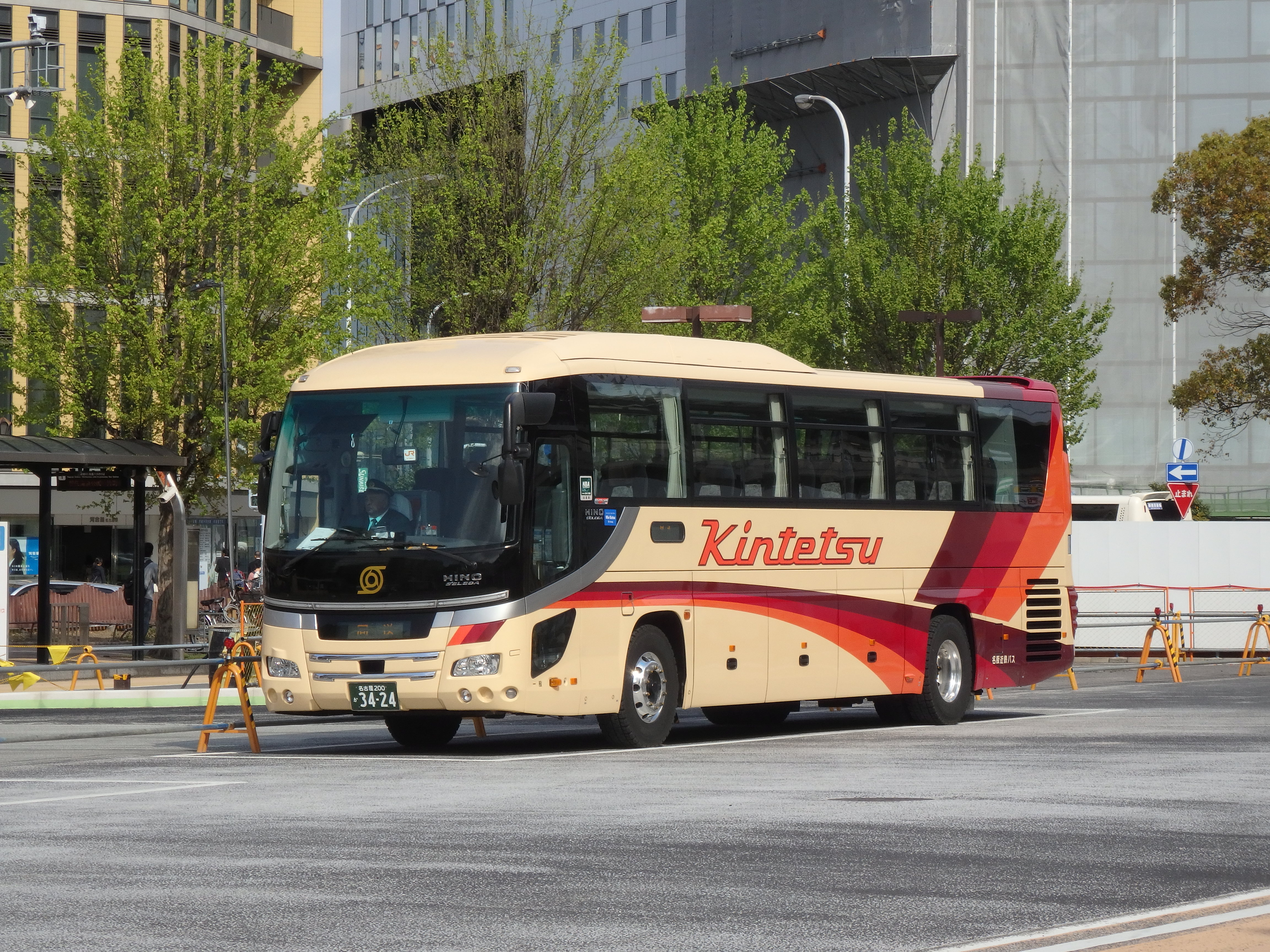
高速車 日野・セレガ
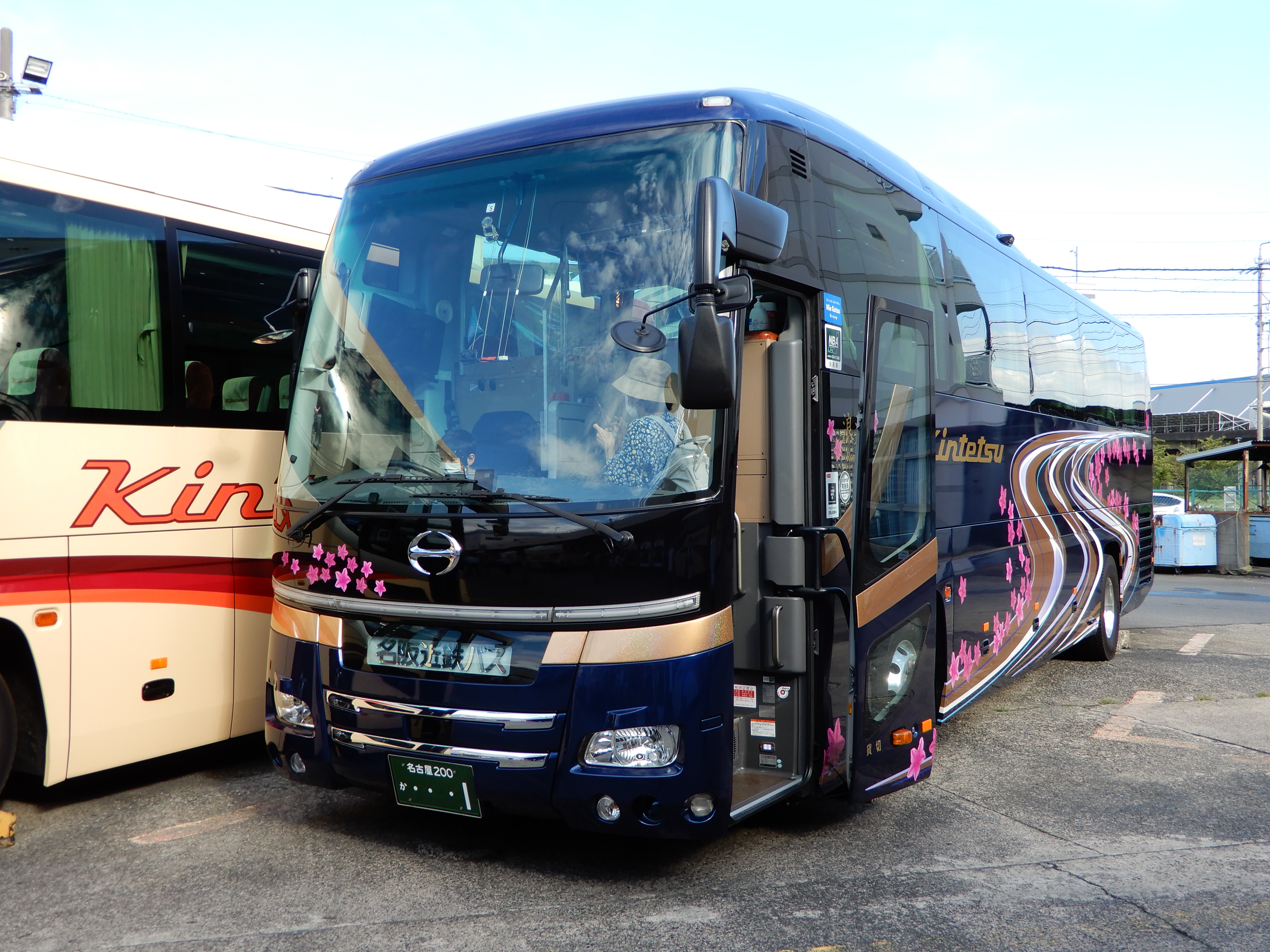
ハイグレード貸切車「浪漫II」
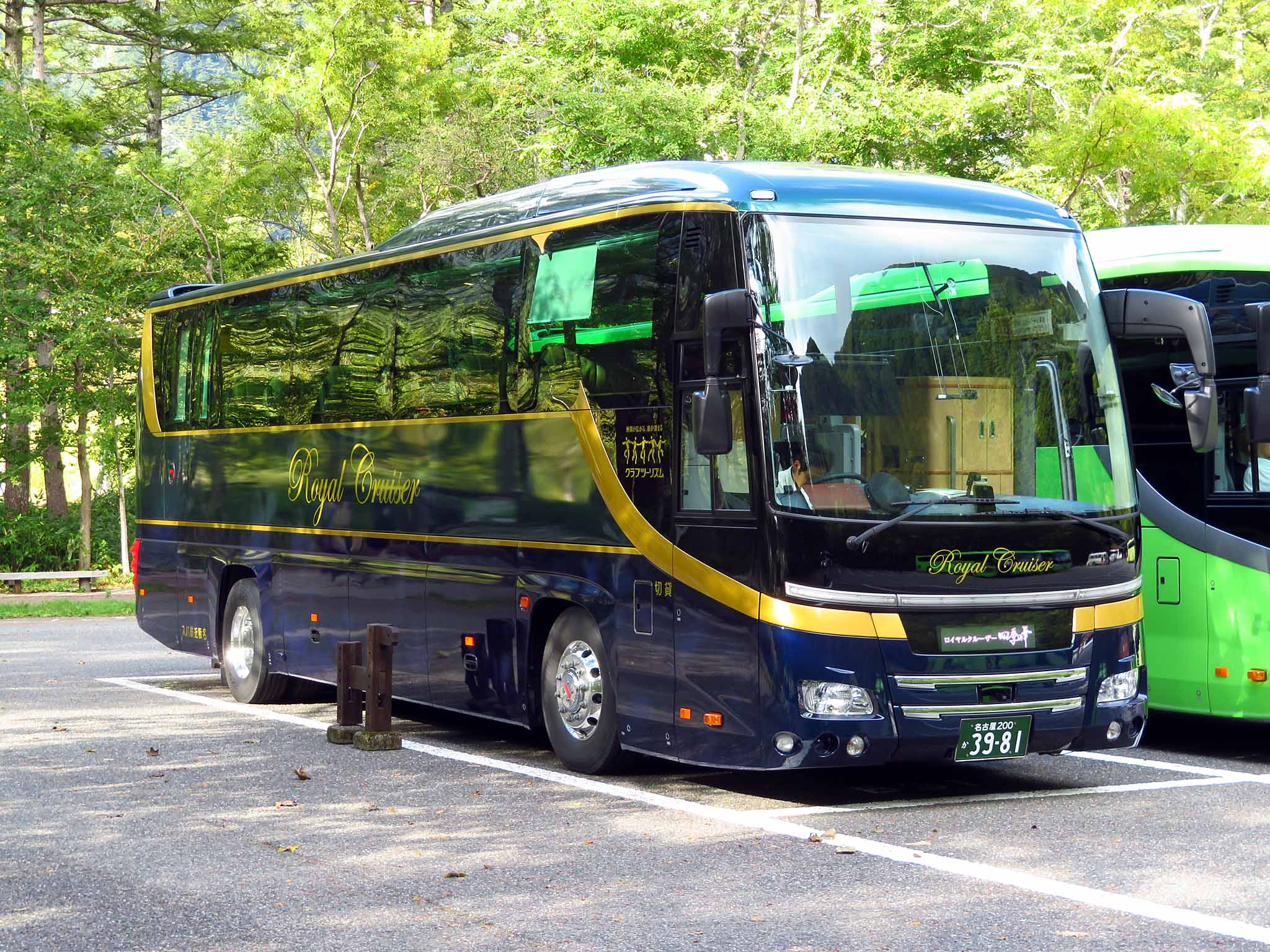
クラブツーリズム専用車「ロイヤルクルーザー 四季の華」
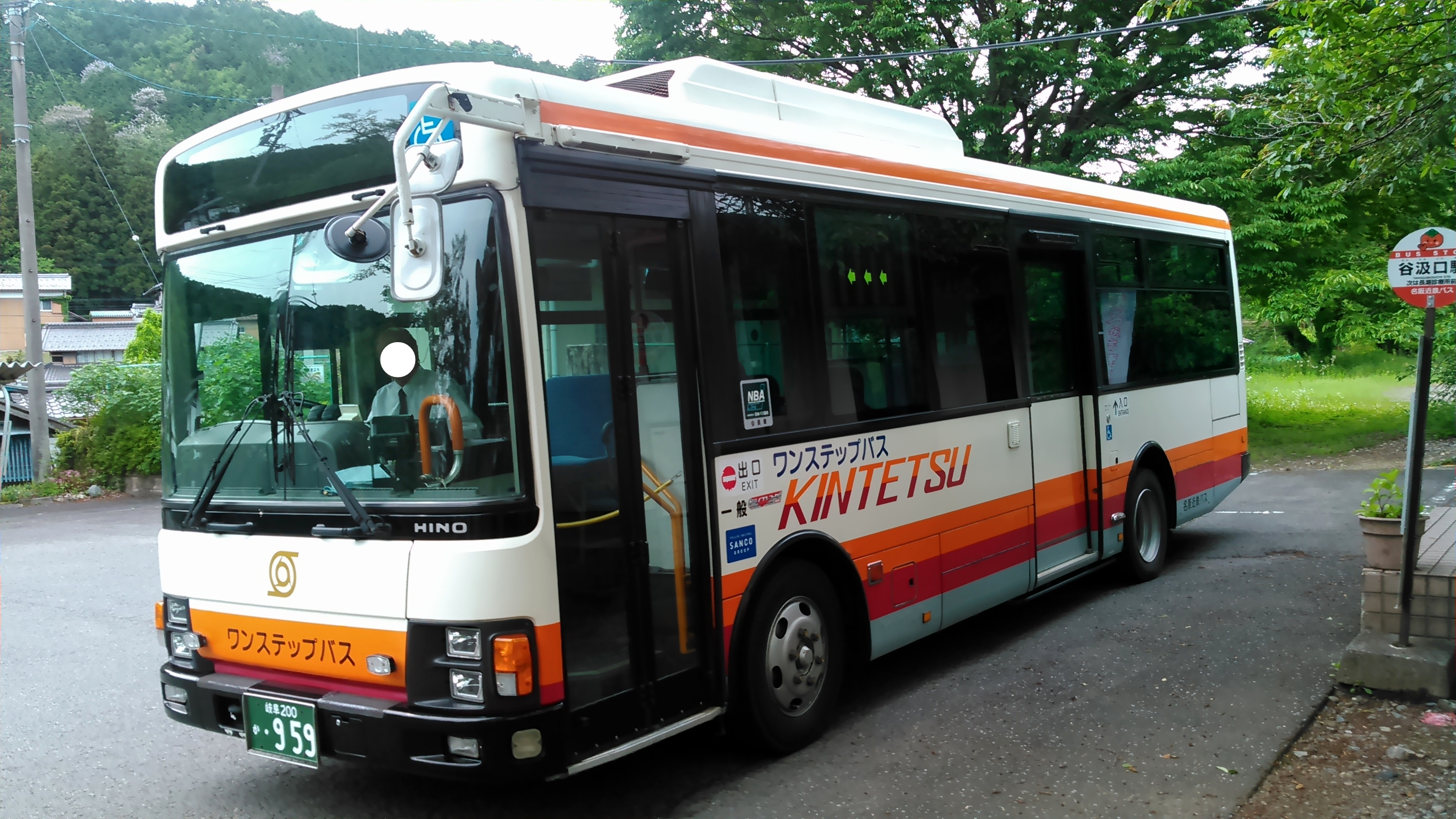
揖斐川町コミュニティバス時代の中型車 揖斐営業所所属（2017年5月）